# Gouvernement Natapei V
Kilman II Kilman III
Le cinquième gouvernement Natapei est le conseil des ministres du Vanuatu du 20 au 26 juin 2011. C'est un gouvernement minoritaire par intérim, formé en attente de l'élection d'un nouveau Premier ministre par le Parlement, dans un contexte d'instabilité politique.

## Histoire
Edward Natapei, chef du Vanua'aku Pati, forme le gouvernement Natapei IV, un gouvernement de coalition, à l'issue des élections législatives de 2008,. Le 2 décembre 2010, alors qu'il vient de quitter le Vanuatu pour se rendre à la Conférence de Cancún de 2010 sur le climat, le Premier ministre Natapei est renversé par une motion de censure au Parlement de Vanuatu, ses adversaires étant parvenus à constituer une majorité parlementaire alternative. Sato Kilman lui succède avec l'approbation des députés.
Le 16 juin 2011, toutefois, le président de la Cour suprême, Vincent Lunabek, juge que l'élection de Kilman en décembre n'avait pas été conforme aux dispositions sur le vote des députés à bulletin secret prévues par l'article 41 de la Constitution. Son élection est ainsi nulle et non avenue, et Natapei est restauré dans sa fonction de Premier ministre pour une période intérimaire en vue de convoquer le Parlement pour l'élection d'un nouveau chef de gouvernement,. Natapei indique immédiatement qu'il ne sera pas lui-même candidat au poste, et qu'il soutiendra la candidature de Serge Vohor.

## Composition
Ce gouvernement Natapei V, nommé le 20 juin, n'est pas une réplique identique du gouvernement de 2008-2010. Si Joe Natuman, Sela Molisa, Bakoa Kaltongga et Charlot Salwai y retrouvent tous les postes qu'ils avaient dans le gouvernement Natapei IV, les autres ministres que nomme Edward Natapei sont nouveaux :
| Poste                                                          | Titulaire | Titulaire       | Parti             |
| -------------------------------------------------------------- | --------- | --------------- | ----------------- |
| Premier ministre                                               |           | Edward Natapei  | VP                |
| Ministre des Finances                                          |           | Sela Molisa     | VP                |
| Ministre de la Justice                                         |           | Bakoa Kaltongga | VP                |
| Ministre de l'Intérieur                                        |           | Patrick Crowby  | PNU               |
| Ministre des Affaires étrangères                               |           | Joe Natuman     | VP                |
| Ministre de l'Éducation                                        |           | Charlot Salwai  | UPM               |
| Ministre de l'Agriculture, de la Sylviculture et des Pêcheries |           | Samson Samsen   | Parti républicain |
| Ministre des Terres                                            |           | Dominique Morin | Parti républicain |
| Ministre de la Jeunesse et des Sports                          |           | Eta Rory        | Famille d'abord   |
| Ministre des Infrastructures et des Services publics           |           | Joshua Kalsakau | Travailliste      |
| Ministre des Entreprises autochtones                           |           | Paul Telukluk   | Namangi-Aute      |

## Fin
Le 26 juin, Sato Kilman est élu Premier ministre par le Parlement, avec vingt-neuf voix contre vingt-trois pour Serge Vohor.